# NK Zvijezda Gradačac
NK Zvijezda je bosanskohercegovački nogometni klub iz Gradačca. Trenutačno se natječe u Prvoj ligi FBiH. Svoje domaće utakmice igra na stadionu Banja Ilidža koji ima kapacitet od 8000 mjesta, od čega je 5000 sjedećih.

## Povijest
Klub je osnovan 1922. godine u Gradačcu, pod imenom Vardar. To ime je nosio do završetka Drugog svjetskog rata kada dobiva novi naziv po kojem je poznat i danas – Zvijezda. Do 1992. godine Zvijezda se uglavnom natjecala u sreskoj, zonskoj, regionalnoj i podsaveznoj ligi. Najveći uspjeh je postigla 1978. godine kada je postala član Republičke lige BiH. 
U novijoj povijesti Zvijezda je ostvarila najveći uspjeh u sezoni 2007./08. kada je bila prvak Prve lige FBiH što joj je omogućilo igranje u elitnom razredu nogometa u BiH. U svojoj debitantskoj sezoni nogometaši Zvijezde su prvenstvo završili na 7. mjestu. Iz Premijer lige ispadaju u sezoni 2014./15. nakon što su osvojili pretposljednje, 15. mjesto.

## Uspjesi
- Prva nogometna liga FBiH: 1

2007./08.

## Nastupi u Kupu BiH
2006./07.
- šesnaestina finala: NK Zvijezda Gradačac – NK Sloga Bosanska Otoka (III) 10:0
- osmina finala: FK Željezničar Sarajevo (I) – NK Zvijezda Gradačac 1:0, 1:2

2008./09.
- šesnaestina finala: NK Zvijezda Gradačac  – FK Željezničar Sarajevo (I) 1:0
- osmina finala: NK Zvijezda Gradačac – FK Velež Mostar (I) 4:1, 0:3

2009./10.
- šesnaestina finala: HNK Sloga Uskoplje (III) – NK Zvijezda Gradačac 2:2 (6:5 p)[4]

2010./11.
- šesnaestina finala: FK Leotar Trebinje (I) – NK Zvijezda Gradačac 1:0

2011./12.
- šesnaestina finala: NK Zvijezda Gradačac – FK Sloboda Tuzla (I) 2:0
- osmina finala: FK Borac Banja Luka (I) – NK Zvijezda Gradačac 2:0, 0:0

2012./13.
- šesnaestina finala: NK Zvijezda Gradačac – FK Rudar Ugljevik (II) 5:0
- osmina finala: NK Zvijezda Gradačac –  FK Velež Mostar (I) 1:2, 3:0
- četvrtina finala: NK Zvijezda Gradačac – HŠK Zrinjski Mostar (I) 3:2, 0:3

2013./14.
- šesnaestina finala: NK Vitez (I) – NK Zvijezda Gradačac 2:1

2014./15.
- šesnaestina finala: NK Zvijezda Gradačac – FK Sloboda Novi Grad (II) 5:1
- osmina finala: FK Mladost Doboj Kakanj (II) – NK Zvijezda Gradačac 0:1, 0:2
- četvrtina finala: NK Zvijezda Gradačac – FK Olimpik Sarajevo (I) 1:1, 3:4

2016./17.
- šesnaestina finala: FK Goražde (I) – NK Zvijezda Gradačac 1:1 (4:3 p)[11]

2018./19.
- šesnaestina finala: NK Pobjeda Tešanjka (III) –  NK Zvijezda Gradačac 1:3
- osmina finala: NK Zvijezda Gradačac – FK Zvijezda 09 (I) 2:0
- četvrtina finala: NK Zvijezda Gradačac – NK TOŠK Tešanj (II) 0:2, 1:4

2019./20.
- šesnaestina finala: NK Zvijezda Gradačac – HŠK Zrinjski Mostar (I) 0:4

2020./21.
- šesnaestina finala: NK Zvijezda Gradačac – FK Radnik Bijeljina (I) 0:1

2021./22.
- šesnaestina finala: FK Krupa (II) – NK Zvijezda Gradačac 0:2
- osmina finala: NK Zvijezda Gradačac – HŠK Posušje (I) 1:1 (6:5 p)
- četvrtina finala: NK Zvijezda Gradačac – FK Igman Konjic (II) 0:3, 1:3

2022./23.
- šesnaestina finala: NK Zvijezda Gradačac – OFK Gradina Srebrenik (II) 4:1
- osmina finala:  NK Zvijezda Gradačac – FK Rudar Kakanj (II) 3:1
- četvrtina finala: FK Željezničar Sarajevo (I) – NK Zvijezda Gradačac 2:1, 3:2